# Seaforth (Queensland)
Seaforth – miasto w Australii, w stanie Queensland, nad Oceanem Spokojnym.